# Arnoul IV de Looz
Pour les articles homonymes, voir Arnoul.
Arnoul IV de Looz est comte de Looz de 1227 à 1273 et comte de Chiny (Arnoul II) de 1228 à 1268. Il meurt entre le 24 novembre 1272 et février 1273, peut-être le 22 février 1273, quoique la tradition lorraine situe sa mort en 1271.
Il est le fils de Gérard III, comte de Rieneck, et de Cunégonde de Zimmern.

## Biographie
En 1221, ce jeune noble allemand succède à ses trois oncles tuteurs Louis II, Henri et Arnoul III, au comté de Looz. Il est d'abord de 1221 à 1227 premier représentant légal du comte de Looz, c'est-à-dire vicomte de Looz sous l'autorité de son frère Louis III qui demeure attaché à sa seigneurie de Rieneck.
Son mariage en 1228 avec Jeanne de Chiny, héritière de la maison de Chini, lui apporte le comté de Chiny, ainsi que les terres de Givet, d'Agimont et d'Embise. Il devient ainsi le protecteur et bienfaiteur d'Orval.
Il est du nombre des seigneurs francs qui, sur invitation du pape Grégoire IX, et du dominicain Conrad de Marbourg, écrasent en 1234 les hérétiques Stedingiens, diocèse de Brême, dirigée par le duc Henri II de Brabant.
Il participe au combat livré à Oldennesch, sous le commandement de Gérard de Lippe, archevêque de Brême, combat où les rebelles sont en partie taillés en pièces et en partie noyés dans la Weser.
En 1238, conformément à sa charge héréditaire d'avoué, il défend le prince-évêque de Liège, Jean d'Eppes, contre les attaques de Waleran, seigneur de Montjoie et de Fauquemont. L'armée de Waleran vient de brûler la ville de Theux et, après avoir ravagé le pays de Franchimont, entre dans la principauté. Les troupes liégeoises aguerries repoussent et poursuivent Waleran jusqu’au pied de sa forteresse de Poilvache, située dans le voisinage de Dinant.
En 1239, il réconcilie Henri II, duc de Brabant et Gauthier Bertout, seigneur de Malines. Il donne à ce dernier en mariage Marie, fille de sa sœur et de Guillaume, comte d'Auvergne.
En 1240, il s'associe avec les ducs de Brabant et de Limbourg pour tenter de réconcilier le pape Grégoire IX avec l'empereur Frédéric II.
En 1244, une guerre l'oppose à Henri de Heinsberg. Les différends entre le pape et l'empereur s'enveniment, le pape excommunie l'empereur et appelle les électeurs à en choisir un autre : Guillaume de Hollande est choisi et Arnoul assiste à son couronnement.
Pour éviter que leurs fiefs ne subissent les troubles liés à l'anarchie qui suit la mort de Frédéric II, l'évêque de Liège, le duc de Brabant et le comte de Gueldre concluent une confédération chargée d'assurer leur défense commune.
En 1255, il aide à soumettre des habitants de Liège, de Saint-Trond et de Huy, qui se sont révoltés contre le prince-évêque Henri de Gueldre.
Arnoul jouit de l'estime et de la confiance de ses nobles contemporains, et arbitre à ce titre plusieurs litiges.
Au mois de mai 1232, il accorde à Hasselt, qui n’est encore qu’un village, tous les privilèges et toutes les libertés dont jouissent les bourgeois de Liège, à condition de ne pas toucher aux droits régaliens du comte et de respecter ses revenus; et c’est lui qui, au grand avantage des habitants, fait creuser le canal qui amène les eaux du Demer à l’intérieur de la ville et qui est désigné aujourd’hui sous le nom de Nieuwen Demer. Il accorde également de grandes libertés à Curange, et donne le statut de ville à Bilzen.
A l’instar de quelques prestigieux ancêtres, Arnoul est un grand seigneur, il fait de grandes largesses aux religieux, notamment aux abbayes d’Orval, d’Averbode, d’Orienten et d’Oeteren, et confirme tous les privilèges du chapitre noble de Munsterbilzen.
À partir de lui, la maison de Loos se nomme maison de Los et de Chini. L'aîné, ici Jean, reçoit le titre de comte de Loos, le puîné, ici Louis, le titre de comte de Chini.

## Mariage et enfants
Il épouse en 1228 Jeanne († 1271), comtesse de Chiny, il devient le premier comte de la seconde dynastie de Chiny; ils ont :
- Jean Ier (1230 † 1279), comte de Looz ;
- Henri, seigneur d´Agimont ;
- Gérard, seigneur de Chauvency-le-Château (département de la Meuse en France), marié à Marguerite de Meurs ;
- Arnoul (30 juillet 1273), seigneur de Ware, chanoine et prévôt de l’Église de Cologne, puis évêque et comte de Châlons, pair de France ;
- Isabelle (Isabeau ou Élisabeth), épouse de Thomas III de Coucy, seigneur de Vervins, fils de Thomas II de Coucy et de sa femme Mahaut de Rethel morte sans enfants ;
- Adélaïde (ou Jeanne), mariée après 1254 à Thierry II de Valkenburg, seigneur de Fauquemont (actuel Valkenburg aan de Geul, Limbourg néerlandais), tué en 1268, puis mariée à Albert de Voorne (nl), seigneur de Voorne, en Zélande ;
- Julie (ou Julienne), mariée à Nicolas, seigneur de Quiévrain (Région wallonne, dans la province de Hainaut) ;
- Louis V (1235 † 1299), comte de Chiny, marié à Jeanne (ou Sibylle) de Bar, dame de Blâmont, sans postérité ;
- Marguerite (+ 1292), mariée à Guillaume IV de Horn (nl), seigneur de Horn, en second mariage, qui fut tué à la bataille navale de Zierikzee (commune de Schouwen-Duiveland en Zélande) des 10 et 11 août 1304.